# Station Tuły
Station Tuły is een spoorwegstation in de Poolse plaats Tuły.